# Srijane
Srijane su selo smješteno u Gornjim Poljicima, jednoj od triju cjelina drevne Poljičke Republike (Poljičke Knežije). Danas se nalazi u sastavu Grada Omiša (ne i naselja, grada Omiša).

## Zemljopisni položaj
Selo Srijane nalazi se na 43.31° SZŠ i 16.48° IZD. U sastavu su mu 7 zaselaka: Vela Njiva, Nečaj, Luke, Radovići, Končul, Zidina (Kupris) i Moljva.
Proteže se sve od obale rijeke Cetine i prijelaza Čikotina lađa preko doline između Korene i Oštre pa sve do najvišeg grebena planine Mosor s njegovim najvišim vrhom - Sv. Jurom. Istočno od Srijana nalazi se Gornji Dolac (Gornje Polje), na zapadu je Dolac Donji, sjeverno je rijeka Cetina, dok su južno, preko Mosora, selo Gata u srednjim Poljicima.

## Stanovništvo
Najveći zaselak Srijana su Radovići s 80-ak stanovnika. Nečaj i Vela Njiva, smješteni uz Cetinu su važni zbog tamošnje škole i većih trgovina. Broje skoro stotinu stanovnika. Končul, izdvojeni zaselak na brdu iznad Srijanskog polja ima oko 50 stanovnika. Zidina i Moljva, smješteni na rubu Srijanskoga polja ispod Prčevica, imaju najmanje stanovnika i ne broje niti pedeset stanovnika.
Stanovnici su pretežito stari ljudi, dok u ljetnom periodu dolazi veći broj mladih ljudi koji su se odavde iselili u Dugi Rat, Omiš ili Split. Selo ukupno ima 263 stanovnika.
Stanovništvo je 100% hrvatsko i katoličko.
| broj stanovnika | 430   | 561   | 541   | 531   | 595   | 666   | 693   | 674   | 790   | 763   | 1438  | 630   | 464   | 325   | 263   | 270   | 223   |
|                 | 1857. | 1869. | 1880. | 1890. | 1900. | 1910. | 1921. | 1931. | 1948. | 1953. | 1961. | 1971. | 1981. | 1991. | 2001. | 2011. | 2021. |

## Gospodarstvo

### Poljoprivreda
Tlo na području Srijana nije osobito plodno, te stanovnici uzgajaju za vlastite potrebe. Najviše se uzgaja vinova loza, koja se koristi za izradu pića, ali i za jelo. Druga najvažnija kultura je krumpir, koji uspijeva i na siromašnom tlu. Krumpir se ovdje uzgaja u relativno velikim količinama i prodaje u okolnim selima. Ima nešto rajčice i šljive, koje se uzgajaju isključivo za potrebe stanovnika. Ima i nešto nasada kukuruza. Mnogi su mladi otputovali u gradove, osobito u Omiš i Split, u potrazi za boljim poslom. Dio prihoda ulažu u razvoj sela te izgradnju.

### Stočarstvo i peradarstvo
Nekoć vrlo razvijeno stočarstvo na prostoru cijele Poljica zapalo je u krizu nakon zabrane uzgoja posebne vrste koze. Danas se u Srijanama može naći osrednji broj koza, ovaca te stotinjak krava. Veći je broj kokoši koje su važne za proizvodnju jaja, ali i za meso. Ima i nešto svinja.

### Mali obrt
Kao i najveći dio Poljice, u Srijanama se stanovništvo najviše bavi poljoprivredom, ali se razvija i mali obrt, iako tek u povojima.

## Kultura
U Srijanima je preostao značajan broj kuća starijih od stotinu godina do onih iz 18.st. Neke od njih još imaju očuvane krovove od kamenih ploča. Postoje i dobro očuvana guvna stara stotinu godina. U selu je važna usmena predaja stara stoljećima.
Najveći specijalitet Srijana je poljički soparnik ili zeljanik.

## Povijest
Ne zna se sigurno kada je osnovano selo Srijane, ali se smatra da je to bilo u doba bježanja Hrvata iz Bosne i Hercegovine pred Turcima u 16. stoljeću. Iz tog vremena datira i župna crkva Uznesenja Blažene Djevice Marije, koja je do danas nekoliko puta renovirana, a posljednji put 2008. godine. Među izbjeglicama bila je i velika obitelj Vitačić koja je došla iz Rame (sjeverna Hercegovina). Ona se na početku 17. stoljeća dijeli na nekoliko obitelji (Uvanović Ćurlin, Tomić, Prelas, Periš, Šipalo, Juretić...). Selo je bilo dio Poljičke Republike do 1803. godine, kada Francuzi pod maršalom Ramondeom osvajaju Poljicu.
Nakon sloma francuskih Ilirskih pokrajina 1813. prostor Poljice, pa tako i Srijane postaje dio Habsburške monarhije. Nakon Prvog svjetskog rata Poljica je dio Kraljevine SHS, te za vrijeme rata NDH (talijanska okupacijska zona). U ratu je selo lakše oštećeno u borbama domobrana i partizana. I danas postoje ostatci američkog zrakoplova oborenog nad Poljicama.
Za vrijeme Jugoslavije počinje sve veće iseljavanje u gradove. Nakon osamostaljenja Hrvatske postaje dijelom općine Omiš.

## Končul
Končul jedan je od 7 zaselaka Srijana koje pripada gradu Omišu,  Splitsko-dalmatinska županija.

### Zemljopis
Končul je smješten na brdu iznad Srijanskog Polja.

### Stanovništo
Končul ima oko 50 stanovnika. Stanovništvo je hrvatsko i katoličko. Za razliku od većine sela u Zagori gdje je stanovništvo većinom starije dobi, u Končulu živi dosta mladih bračnih parova s djecom. Zahvaljujući njima starosna dob zaseoka je dosta niža od ostatka regije.

### Gospodarstvo
Stanovništvo se bavi uzgojem poljoprivrednih kultura za vlastite potrebe. Najviše se uzgaja vinova loza, koja se koristi za izradu pića, ali i za jelo. Druga najvažnija kultura je krumpir, koji uspijeva i na siromašnom tlu.

### Znamenitosti
Na ulazu u zaseok nalaze se tri bunara među mještanima poznati kao "otivija". Datira još iz doba Turskog carstva. Dva bunara su natkrita kupolom od kamena napravljenim kao suhozid. Iz njih se voda koristila za piće do izgradnje bunara u zaseoku. Budući da u bunarima voda izvire iz dna, razina vode u sva tri bunara je stalna. Jedan od bunara nije natkrit i koristi se za napoj stoke. 
Zaseok je također poznat i po kapeli Svetog Ante na jednoj od uzvisina zaseoka. Kapela je nedavno renovirana zahvaljujući velikom zalaganju mještanima.